# Ferrit (sắt)

Biểu đồ pha sắt-cacbon, chỉ ra các điều kiện mà theo đó ferrit (α) là ổn định.

Ferrit hay ferit, sắt alpha hoặc α-Fe là dạng lập phương tâm khối (BCC) của sắt. Nó là cấu trúc tinh thể tạo ra cho thép và gang các tính chất từ của chúng, và là ví dụ kinh điển của vật liệu sắt từ.
Nó có độ bền khoảng 280 N/mm² và độ cứng khoảng 80 Brinell.
Dưới 910 °C (1.670 °F) thì thù hình lập phương tâm khối của sắt nguyên chất là ổn định. Trên nhiệt độ này thì thù hình lập phương tâm mặt của sắt (tức là austenit hay sắt gamma) là ổn định. Trên 1.390 °C (2.530 °F) cho tới điểm nóng chảy ở 1.539 °C (2.802 °F) thì cấu trúc tinh thể lập phương tâm khối mọt lần nữa lại là ổn định hơn, nhưng người ta gọi nó là delta-ferrit (δ-Fe, sắt delta). Ferrit trên nhiệt độ tới hạn A2 (điểm Curie) ở 771 °C (1.044 K; 1.420 °F), khi nó trở thành thuận từ chứ không phải sắt từ, trước đây gọi là beta ferrit hay sắt beta (β-Fe). Tuy nhiên, các thuật ngữ này không còn được sử dụng nữa do về mặt tinh thể học thì nó là đồng nhất với sắt alpha, và phạm vi pha của nó là tiếp giáp với sắt alpha.
Chỉ một lượng rất nhỏ cacbon có thể hòa tan trong ferrit; độ hòa tan tối đa là khoảng 0,02% trọng lượng ở 723 °C (1.333 °F) và chỉ 0,001% cacbon ở 0 °C (32 °F) và trong sắt delta là tới 0,09-0,1% (ở 1.493 °C (2.719 °F)). Điều này là do cacbon hòa tan trong sắt theo kiểu xen kẽ, với các nguyên tử cacbon có đường kính khoảng 2 lần lớn hơn đường kính của các "lỗ" khe hở, vì thế mỗi nguyên tử cacbon được bao quanh bởi một trường biến dạng cục bộ mạnh. Do đó enthalpy của hỗn hợp là dương (không thuận lợi), nhưng sự góp phần của entropy vào năng lượng tự do của dung dịch làm ổn định cấu trúc ở hàm lượng cacbon thấp. 723 °C (1.333 °F) cũng là nhiệt độ tối thiểu mà tại đó austenit sắt-cacbon (0,8% C theo trọng lượng) là ổn định; ở nhiệt độ này có một phản ứng eutectoid (phản ứng cùng tích) giữa ferrit, austenit và cementit.
Thép cacbon thấp (thép cacbon với cacbon tới khoảng 0,2% trọng lượng) bao gồm chủ yếu là ferrit và các lượng ngày càng tăng của cementit (sắt carbide) trong cấu trúc phiến mỏng gọi là pearlit. Do bainit và pearlit đều có ferrit như một thành phần cấu thành, nên bất kỳ hợp kim sắt-cacbon nào cũng chứa một lượng nhất định ferrit nếu nó được cho phép đạt tới cân bằng ở nhiệt độ phòng. Lượng ferrit chính xác sẽ phụ thuộc vào quá trình làm nguội mà hợp kim sắt-cacbon trải qua khi nó được làm nguội.

Thể tích mol so với áp suất cho α-ferrit ở nhiệt độ phòng.

Do tầm quan trọng của nó đối với các lõi hành tinh nên các tính chất vật lý của sắt ở nhiệt độ cao và áp suất cao đã được nghiên cứu rộng khắp. α-ferrit là thù hình của sắt ổn định trong các điều kiện tiêu chuẩn, có thể chịu áp suất tới khoảng 15 GPa trước khi biến đổi thành thù hình áp suất cao gọi là ε-Fe (sắt epsilon), dạng kết tinh trong cấu trúc bó chặt lục phương (HCP).